# Esther Charlotte Brandes

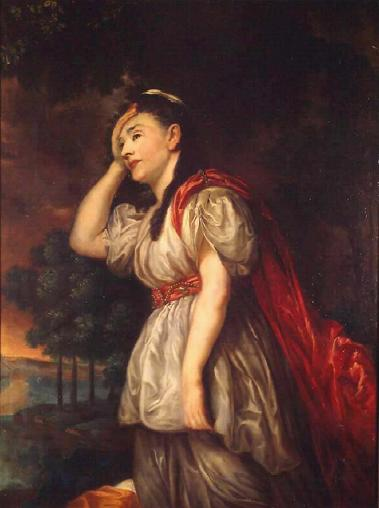
Esther Charlotte Brandes (1742–1786) als Ariadne

Charlotte Esther Brandes (* 1742 in Groß Rosinsko; † 13. Mai 1786 in Hamburg) geborene Koch war eine deutsche Theaterschauspielerin.

## Leben
Sie entstammte einer guten Familie. Ihr Vater war der preußische Amtsmann von Dinglauken Gottfried Salomo Koch († 1748). Nach dessen Tod kam sie zu ihrem Onkel dem Pfarrer Wilhelm Regge nach Kallnicken. Während eines Besuches in Königsberg, wo sie ihren Bruder Friedrich Karl Koch (1740–1794), der nach einem abgebrochenen Jura-Studium als Ballettmeister bei der Theatertruppe Schuch arbeitete, traf, lernte sie 1763 den Schauspieler Brandes kennen. Sie folgte diesem nach Breslau und wurde in der Zeit von keinem Geringeren als Lessing ausgebildet, der in ihr ein großes Talent sah. Sie heiratete am 24. Mai 1764 Brandes.
Ihre erste Rolle war die Sophie in Der Hausvater von Diderot. Von ihrem Spiel begeistert, erhielt sie von Lessing ein Kleid nur für diese Rolle. Sie entwickelte sich nun schnell zu einer der besten Schauspielerinnen in Deutschland. Ihr Mann schrieb einige Stücke für sie. Sie setzte auch Maßstäbe, so war sie die erste Schauspielerin, die die Ariadne in alt-griechischer Kleidung spielte. Es wurde ihre Paraderolle. Man fand sie auf den Bühnen von Berlin, Dresden, Gotha, Mannheim, Weimar und Hamburg. Sie vertrieb alle Nebenbuhlerinnen, denn sie galt als reizbar und empfindlich. In ihrer Eifersucht soll sie auch gegen vermeintliche Nebenbuhlerinnen handgreiflich geworden sein. Sie war auch im Privatleben sehr lebhaft. Daher waren Kritiker der Meinung, dass sie affektvolle Rollen oft mit zu viel Feuer spielte. Den kälteren gab sie alle möglichen Haltungen und im komischen überschritt sie nie die Linie des Schönen. Sie spielte 1765 in München, dann 1766 bis 1768 in Hamburg und schloss sich dann dem Theaterunternehmer Seyler an. Sie war der Liebling des Publikums. Auch das Bild, das sie als Ariadne zeigt, wurde dort von Anton Graff gemalt. 1777 erhielt ihr Mann das Hoftheater in Dresden. Aber von 1779 bis 1781 stand das Ehepaar in Mannheim auf der Bühne.
Sie spielte 1782 bis 1784 in Riga und ging dann nach Hamburg, wo sie nicht überzeugen konnte. Sie soll dabei sehr unter dem Tod ihres Sohnes gelitten haben. Am 1. Mai 1786 starb sie dort überraschend.
Die begabte Charlotte Wilhelmine Brandes (* 10. Mai 1765; † 3. Juni 1788) war ihre Tochter. Diese war bereits als Schauspielerin, Sängerin und Klavierspielerin bekannt.